# Stenosticta grisea
Stenosticta grisea là một loài bướm đêm trong họ Noctuidae.